# Józef Narajowski
Józef Narajowski herbu Janina (zm. przed 27 stycznia 1617) – sędzia ziemski lwowski w latach 1613–1616, podsędek lwowski w latach (nominacja 8 września 1599). Był marszałkiem sejmików województwa ruskiego w 1609 i 1613.
Miał brata Mikołaja, miecznika, podsędka i sędziego ziemskiego lwowskiego, na mocy sejmu 1633 komisarza do uspokojenia niektórych kłotni.